# Projekt MOSE (Venecija)
Projekt MOSE (tal. Modulo Sperimentale Elettromeccanico, a znači eksperimentalni elektromehanički modul) jest projekt za zaštitu Venecije od poplava. Projekt je integrirani zaštitni sustav, koji se sastoji od niza mobilnih brana, koje su sposobne izolirati Venecijansku lagunu od Jadranskoga mora kada plima pređe utvrđenu razinu (110 cm), pa sve do maksimalnih tri metra. Zajedno s ostalim pratećim mjerama, kao što su ojačanje obala, povišenje riva, te popločavanje (istarski kamen) i poboljšanje lagunskoga okoliša, te će barijere čuvati Veneciju od ekstremnih događaja poput poplava i morfoloških propadanja.
Projekt je započeo 2003. na trima uvalama Lido, Malamocco i Chioggia, procjepima koji povezuju lagunu s morem i kroz koje plima opada i raste. Projekt izvode inženjeri talijanske tvrtke Fiat. Vlada Romana Prodija 2006. je prekinula projekt zbog ponovnoga ispitivanja proračuna. Međutim, projekt je nastavljen već 2007. Sam naziv projekta asocira na legendu o Mojsiju koji je rastavio Crveno more.
Radovi bi trebali završiti do kraja 2014., i, na podmorsko će dno biti postavljeno oko 78 pregradnih vrata, dubine od 18 do 28 metara, koje će se podizati pri svakoj najavi dolaska plime, kako bi razina mora u venecijanskim kanalima ostala ista, te bila spašena od poplava. Radovi će koštati oko 6 milijardi eura.

## Povijest
Današnja je Venecijanska laguna rezultat velikih ljudskih intervencija. U 15. i 16. stoljeću Mlečani su počeli s melioracijskim radovima, kako bi spriječili pretvaranje lagune u močvaru, te su tako spriječili prirodnu evoluciju lagune. Crpenje pitke vode za venecijanski vodovod iz velikoga podzemnog jezera slatke vode ispod Venecije od 19. stoljeća ubrzalo je potonuće grada. Tajna je čarobnosti grada u nasipima koji drže grad iznad vode i više od 150 kanala koji su zapravo vodene ulice. To je rezultat podizanja razine Jadranskog mora i slijeganja zemlje na kojoj se grad nalazi.
Problem poplava u Veneciji izbio je u prvi plan u studenom 1966., kad se dogodila jedna od dotad najdramatičnijih poplava – more je poraslo za gotovo dva metra, i izlilo se na sve gradske trgove i ulice, koji su niži od razine mora, čak i u samom srcu Venecije. Trg svetog Marka, najniži dio Venecije, bio je posve poplavljen i nalikovao je na ogromni bazen. Ta je poplava potvrdila dotad stidljiva upozorenja da bi voda, nekadašnja glavna zaštitnica Mletačke Republike i temelj njezina sjajnog strateškog položaja, zapravo mogla postati najveći neprijatelj i da o njezinu svladavanju ovisi opstanak grada.
Danas more poplavljuje Veneciju čak oko 50 puta godišnje, uglavnom u jesenskim i zimskim mjesecima, a najviše u studenom i prosincu, no svake pete godine poplavi i cijeli grad.

## Način rada
Ideja je da se uoči dolaska poplave s otvorenog mora, posebnim podvodnim branama zatvore tri otvora u venecijansku lagunu – kod prolaza Lido, Malamocco i Chioggia. Tokom tih nekoliko sati, Venecijanska laguna bi bila zatvorena i brodovi ne bi mogli slobodno ulaziti. Te podvodna pregradna vrata ležala bi na dnu mora i bile bi konstruirane kao specijalni rezervoari napunjeni zrakom, odnosno vodom. Kad bi se punili zrakom, tada bi se podizali prema površini mora i zatvarali ulaze u Lagunu, a kad bi se ispumpao zrak, ponovno bi polegli na dno mora. Brane bi bile široke oko 20 metara, a visina bi varirala o dubini mora – od 20 do 30 metara. Projekt predviđa postavljanje oko 78 brana, a njihov vijek trajanja bio bi oko 50 godina.
Predviđen porast razine mora, zbog globalnog zatopljenja će rezultirati još češćim poplavama Venecije, što pak znači da će se Venecijanska laguna morati češće zatvarati i duže ostajati zatvorena. Venecija je tonula zato što je cijela industrijska zona crpila vodu za industriju iz podmorja ispod Venecije, pa se tlo slijegalo. No, u šezdesetim godinama 20. stoljeća, kada je otkriveno da Venecija zapravo tone kao žrtva napretka industrijskog zaleđa na zapadnoj strani, odmah je prekinuta ta praksa. Danas Venecija više ne tone, ali raste razina mora zbog globalnog zatopljenja i efekta staklenika.

## Zanimljivosti
Splitski oceanograf dr. Miroslav Gačić, koji već desetak godina radi u Italiji, nalazi se na čelu znanstveno-istraživačkog dijela projekta MOSE.